# Guillaume Boudin de Tromelin
Guillaume, Jacques, Frédéric Boudin de Tromelin, comte de Tromelin (26 août 1798 à Caen (Calvados) - 5 octobre 1875 au château de Coatserho (Finistère) est un homme politique français. Il siège à l'Assemblée nationale de député au Corps législatif de 1852 à 1863. 

## Biographie

### Origines et enfance
Guillaume Boudin de Tromelin est le fils de Jacques Boudin de Tromelin, général de brigade sous le Premier Empire, et de Henriette Jollivet de Treuscoat.

### Carrière militaire
Jeune, Guillaume Boudin de Tromelin  suit la carrière des armes, comme son père et son oncle, le vice-amiral Bernard Boudin de Tromelin, comte de Tromelin (1770-1842), qui est administrateur du port de Port-Louis et qui donne son nom à l'île Tromelin dans l'océan Indien.
Il parvient jusqu'au grade de capitaine d'état-major. 

### Carrière politique
Il brigue, sans succès, sous Louis-Philippe, les suffrages des électeurs du Finistère, avant de se rallier au gouvernement présidentiel de Louis-Napoléon Bonaparte. Le 29 février 1852, il se fait élire député au Corps législatif, dans la 3e circonscription du Finistère, par 12 800 voix (sur 17 209 votants et 36 793 inscrits), contre 4 528 à M. Mège, député sortant. 
Dans Les Profils critiques et biographiques des sénateurs, conseillers d'État et députés (1852), il est présenté de la façon suivante: 

« Légitimiste, libéral, noble châtelain, fils du général de l'Empire, Boudin de Tromelin, cousin de cette pauvre Mme Le Flô, qui a partagé la captivité de son mari à Ham, et partage aujourd'hui son exil, M. de Tromelin a cependant accepté l'appui du gouvernement pour sa candidature; mais il faut se ressouvenir qu'il s'était présenté ; trois fois, sous la monarchie d'Orléans, pour la députation du Finistère, et qu'il avait toujours échoué. D'un autre côté il ne faut pas oublier qu'il est le fils d'un général de l'Empire. »

Au Sénat, en 1862, lorsque les débats font rage sur l'histoire de la culture du coton en Algérie : le compte rappelle que l'expérience hollandaise en Indonésie doit conduire à éviter un écueil : 

« “Exploiter cette possession sans montrer la moindre sollicitude pour les populations indigènes” car en “1823, une insurrection terrible éclate sous la conduite d'un chef militaire et religieux, Dhipo Négoro”, pendant cinq ans, qui voient “8000 soldats européens périrent pour rétablir le pouvoir des Hollandais fortement ébranlé”.
Il faut “prendre, au contraire, pour règle l'Algérie par les indigènes, et la colonisation libre se propageant d'elle-même sans l'intervention de l'État”. »

Guillaume Boudin de Tromelin s'associe au rétablissement du régime impérial et fait partie de la majorité dynastique jusqu'en 1863. Il est réélu le 22 juin 1857 toujours avec l'appui du gouvernement, par 20 784 voix sur 20 878 votants (34 986 inscrits). 
Il ne se représente plus après cette dernière législature et se retire dans le Finistère. Il meurt le 5 octobre 1875, au château de Coatserho, à l'âge de 77 ans.

### Sources et bibliographie
- « Guillaume Boudin de Tromelin », dans Adolphe Robert et Gaston Cougny, Dictionnaire des parlementaires français, Edgar Bourloton, 1889-1891 [détail de l’édition] [texte sur Sycomore]